# 동인 이론
심리학에서 충동론 또는 동인이론(drive theory)는 심리적 동인이나 충동을 해석 또는 설명 또는 분석하거나 분류하기 위해 정의를 시도하는 이론이다. 충동은 "항상성 교란에 의해 생성된 흥분 상태"이며, 각각의 동작을 구동하는 에너지가 본능적으로 필요하다. 한편 사회심리학(social psychology)에서는 사회인지(Social cognition)로서 동인(動因,motive)을 동기부여(motivation)와 관련하여 정의한다.